# Beaufortia (djur)
Beaufortia är ett släkte i familjen grönlingsfiskar (Balitoridae). Släktet omfattar tio arter som alla lever endemiskt i Kina,  med undantag av Beaufortia leveretti, som förutom i Kina också förekommer i Vietnam.

## Lista över arter
- Beaufortia cyclica Chen, 1980
- Beaufortia huangguoshuensis Zheng & Zhang, 1987
- Beaufortia intermedia Tang & Wang, 1997
- Beaufortia kweichowensis (Fang, 1931)
- Beaufortia leveretti (Nichols & Pope, 1927)
- Beaufortia liui Chang, 1944
- Beaufortia pingi (Fang, 1930)
- Beaufortia polylepis Chen, 1982
- Beaufortia szechuanensis (Fang, 1930)
- Beaufortia zebroidus (Fang, 1930)